# Oh Africa
"Oh Africa" é um single do rapper Akon com participação de Keri Hilson. A música foi lançada para ajudar instituições que apoiam a juventude africana e conta com um coro gospel de Soweto.
O videoclipe conta com a participação do jogador marfinenese, Didier Drogba, e do espanhol, Fernando Torres, que estiveram na Copa do Mundo de 2010, na África do Sul. Os rostos de outros jogadores como Lionel Messi, Kaká e Thierry Henry também aparecem no vídeo.